# Crocodile Rock
«Crocodile rock» es un sencillo del músico británico Elton John, que fue lanzado el 27 de octubre de 1972 en el Reino Unido y el 20 de noviembre en Estados Unidos.
Incluida en el exitoso LP "Don't Shoot Me, I'm Only the Piano Player", se considera una de las mejores canciones escritas por Elton John y Bernie Taupin, y es una de las más famosas de su autoría. Grabada en junio de 1972, llegó al primer puesto del Billboard Hot 100 el 3 de febrero de 1973 y se mantuvo allí hasta el 17 de dicho mes.

## Historia
La historia de esta canción empieza en 1972, cuando Elton John se encontraba de gira por Australia. Durante su estadía allí se impactó al escuchar las canciones de una banda local llamada Daddy Cool quienes estaban en su mejor momento con su sencillo "Eagle rock". Tras apreciar la canción por radio Elton John se dirigió a la disquería más cercana y compró el disco de los Daddy Cool. 
Fue tanto su fanatismo con la banda, que el músico también se dio un tiempo para ir a un recital en Melbourne, con el fin de buscar inspiración para sus futuras canciones.
En junio de ese año John decide empezar a grabar su nuevo material junto a Bernie Taupin en los Strawberry Studios. Fue en esas sesiones en que ambos compositores dieron vida a Crocodile rock, la cual estaba inspirada en los acordes de los Daddy Cool.
Entre otras fuentes de inspiración se hallan las canciones "Little Darlin" de The Gladiolas y Speedy Gonzalez de Pat Boone.

## Contenido
Con cierto aire nostálgico, "Crocodile rock" cuenta la historia de un joven que durante los 50s y 60s frecuentaba un bar donde disfrutaban el Crocodile rock, un estilo de baile muy distinto a los que sonaban en la radio esos días, como por ejemplo, el Rock around the clock. 
Con el paso de los años este estilo como muchos otros fue olvidado.
En el tema también hace referencia a una mujer de nombre Suzie.

## En directo
La canción debutó en directo en septiembre de 1972, en la gira Honky Château. Desde entonces ha formado parte del repertorio en directo de Elton John de manera regular.